# Hidenori Kusaka
Pour les articles homonymes, voir Kusaka.
Hidenori Kusaka (日下 秀憲, Kusaka Hidenori) est l'auteur de Pokémon La Grande aventure !, un manga qui est une adaptation des jeux vidéo. Il a reçu un prix Inkpot lors du Comic-Con 2016.